# Köprülü
Köprülü var också det osmanska namnet på staden Veles i Nordmakedonien.
Köprülü, även Koprili, var en osmansk adelssläkt av albanskt ursprung till vilken flera betydande storvesirer under 1600-talet hörde.
Bland dessa märks:
- Köprülü Mehmed Pascha (1585-1661)
- Köprülü Fazıl Ahmed Pascha (1635-1676)
- Köprülü Fazıl Mustafa Pascha (1637-1691)
- Amcazade Köprülü Hüseyin Pascha (1644-1702)
- Mehmet Fuat Köprülü (1890-1966)